# Pitt-Hopkins syndrom
Pitt-Hopkins syndrom är en ovanlig genetisk sjukdom som drabbar en specifik gen i kromosom 18, kallad TCF4. Pitt-Hopkins syndrom (PTHS) kännetecknas av kognitiv och motorisk utvecklingsförsening, möjliga andningsproblem såsom episodisk hyperventilation och/eller andningsuppehåll i vaket tillstånd (55-60 procent), återkommande epileptiska anfall (40-50 procent), gastrointestinala problem, avsaknad av/eller svårigheter med tal samt distinkta ansiktsdrag.

## Historia och uppkomst
PTHS beskrevs först av D Pitt och I Hopkins i ”The Australian Pediatric Journal” 1978. Sambandet med TCF4 hittades inte förrän 2007, då man såg att genen TCF4 spelade en betydande roll i utvecklingen av det centrala nervsystemet och hjärnan.

## Förekomst
I Sverige finns för närvarande färre än 20 personer med denna diagnos fastställd. Det verkliga antalet patienter med PTHS är okänt. Kunskaperna om och metoderna för att fastställa diagnosen är nya. Därför finns troligen ett stort mörkertal. Tidigare ställdes diagnosen enbart genom kliniska iakttagelser. Men nu kan man med hjälp av ett blodprov ställa en säker diagnos.

## Genetisk bas
PTHS orsakas av en mutation inom eller en fullständig deletion av TCF4- genen. Raderingar och ändringar (även kallade mutationer) i TCF4 gör att genen slutar fungera korrekt. Detta leder till de utvecklingsproblem som är förknippade med PTHS. TCF4-genen är belägen på kromosom 18's långa arm. Vissa personer med distal 18q saknar TCF4 genen. Dessa individer har ofta liknande symtom som patienter med PTHS, dock får dessa individer behålla 18q som diagnos (utöver kännetecken från Pitt-Hopkins Syndrom har de även karaktärsdrag associerade med distal 18q så som tillväxthomonsbrist och trånga öronkanaler).